# Lidingö fögderi
Lidingö fögderi avsåg den lokala skattemyndighetens verksamhetsområde i nuvarande Lidingö kommun mellan åren 1967 och 1991. Efter detta år omorganiserades skatteväsendet och fögderierna ersattes av en skattemyndighet för varje län - i detta fall den för Stockholms län. År 2004 gick verksamheten upp i det nybildade Skatteverket.
Lidingö fögderi föregicks av flera mindre fögderier, vilka sedermera även delvis hamnade under Sollentuna, Täby, Danderyds och Nacka fögderier.
- Sollentuna, Vallentuna och Danderyds fögderi (1720-1852)
- Sollentuna, Vallentuna, Färentuna och Danderyds fögderi (1853-1881)
- Vaxholms fögderi (1882-1917)
- Danderyds fögderi (1918-1931)
- Värmdö fögderi (1932-1946)
- Åkers fögderi (1946-1948)
- Lidingö-Täby fögderi (1949-1966)